# 凡夫
凡夫（ぼんぷ、ぼんぶ、梵: pṛthagjana、蔵: so sor skye bo）とは「凡庸なる士夫」の意味で、十分に四諦の道理を知らない人をいう。未だ悟りを得ていない者、すなわち部派仏教においては初果としての預流果を得ていない者、大乗仏教においては初地である歓喜地に至っていない者のこと。音写は必栗託仡那であり、異生とも訳される。
菩提流支（ぼだいるし）訳の『金剛般若経』には「毛道凡夫」という表現があらわれるが、これは（原典となる写本で）bāla-pṛthag-jana（嬰愚凡夫）の前半が誤ってvāla-pathaとなったものが「毛道」と訳されたものである。